# Strongylognathus karawajewi
Стронгилогнатус Караваева (лат. Strongylognathus karawajewi) — вид муравьёв-рабовладельцев рода Strongylognathus из подсемейства Myrmicinae (Formicidae). Закавказье (Армения). Крым. Средняя Азия. Казахстан. Длина 3—4 мм. Самка жёлто-бурая, блестящая. Скапус короткий. Затылочный край головы с глубокой вырезкой. Заднегрудка с короткими зубчиками. Стебелёк между грудкой и брюшком состоит из двух члеников: петиолюса и постпетиолюса (последний четко отделен от брюшка), жало развито, куколки голые (без кокона). Вид был назван в честь советского украинского мирмеколога профессора Владимира Афанасьевича Караваева.

## Охранный статус
Включён в Международную Красную книгу МСОП и в Красную книгу Белгородской области.